# Nicholas (Bischof)
Nicholas (auch Nicolas) († vor 11. Dezember 1307) war ein schottischer Ordensgeistlicher. Ab 1301 war er Bischof von Dunblane.
Nicholas trat dem Benediktinerorden bei und stieg zum Abt von Arbroath Abbey auf. Nach dem Tod von Bischof Alpin wurde er 1301 als Kandidat für das Amt des Bischofs des Bistums Dunblane vorgeschlagen, möglicherweise auf Betreiben der Guardians of Scotland, die während des Schottischen Unabhängigkeitskriegs die Regierung führten. Nicholas gehörte kraft seines Amtes als Abt selbst dem Kapitel der Kathedrale von Dunblane an, das das Recht zur Bischofswahl hatte. Da es aber noch mehrere andere Kandidaten gab, konnte sich das Kathedralkapitel nicht auf einen Kandidaten einigen und sandte ihre Namen zur Kurie. Die Kirche von Schottland war direkt den Päpsten unterstellt, so dass Papst Bonifatius VIII. nun entscheiden konnte, wen er zum Bischof ernannte. Wohl weil er als Abt von Arbroath die finanziellen Mittel für die teure Reise hatte, war Nicholas als einziger Kandidat selbst nach Rom gereist. Vor der Kurie musste er auf seine bisherigen Ansprüche auf das Bischofsamt verzichten, worauf er vom Papst zum Bischof ernannt und nach dem 13. November 1301 von Kardinal Teoderico Ranieri zum Bischof geweiht wurde. Über seine Tätigkeit als Bischof ist allerdings fast nichts bekannt. Er bezeugte mehrere Urkunden von Coupar Angus Abbey, doch als Bischof eines kleinen und armen Bistums spielte er in den Wirren des Unabhängigkeitskriegs politisch keine Rolle.